# Isabella Kresche
Isabella Kresche (Graz, 28 novembre 1998) è una calciatrice austriaca, portiere del Tampa Bay Sun e della nazionale austriaca.

## Carriera

### Club
Kresche ha iniziato la sua carriera sportiva nel 2005 con l'SV Baumit Peggau. In gioventù ha fatto esperienza negli stage di approfondimento per portieri di Roland Goriupp. Dopo una serie di esperienze in campo giovanile, cambiando più volte club, dal 2012 approda allo JAZ Sportverein Gössendorf, dove oltre alle formazioni giovanili per la stagione 2012-2013 viene aggregata alla prima squadra.
Durante la sessione estiva di calciomercato 2014, dopo essere tornata in organico con il Baumit Peggau, per essere poi trasferita provvisoriamente al SV SMB Pachern, viene alla fine ceduta alle campionesse in carica del Neulengbach, squadra con la quale sotto la guida tecnica di Peter Herglotz giunge seconda in campionato e ha la prima esperienza internazionale in un torneo per club, la UEFA Women's Champions League, nell'edizione 2014-2015, scendendo titolare nell'incontro casalingo di andata degli ottavi di finale perso 4-0 con le tedesche del Wolfsburg.
Nella successiva estate si trasferisce al LUV Graz, ottenendo un posto da titolare marcando 17 presenze in campionato e condividendo con le compagne un campionato di bassa classifica che comunque, concluso al settimo posto, garantisce alla squadra la salvezza a fine stagione.
Nel 2016 firma un accordo con il St. Pölten nell'anno in cui il club venne integrato nella struttura societaria del S.K.N. Sankt Pölten, diventandone la sezione femminile. restata legata al club con sede a Sankt Pölten, qui ha frequentato anche il BORG für Leistungssport (BORGL) e il Nationale Zentrum für Frauenfußball, il centro nazionale per il calcio femminile della Federcalcio austriaca (ÖFB).
Con lo SKN St. Pölten negli anni successivi si è laureata cinque volte campione d'Austria, al termine dei campionati dal 2016-2017 al 2021-2022, ovvero ininterrottamente se non per la sospensione dello stesso, senza assegnare il titolo, in quello 2019-2020 dovuto alle restrizioni per arginare gli effetti della pandemia di COVID-19. In quello stesso periodo oltre ad ottenere anche quattro double campionato-Coppa, e ha rappresentato la sua federazione nella Champions League femminile., raggiungendo come risultato più prestigioso gli ottavi di finale nell'edizione 2021-2022, con la sua squadra eliminata dal torneo dalle svedesi del Rosengård.
Durante la sessione estiva di calciomercato 2022, dopo aver difeso la porta del club austriaco per sei stagioni coglie l'occasione per disputare il suo primo campionato all'estero, sottoscrivendo un contratto con il Sassuolo per giocare nel campionato italiano dalla stagione 2022-2023. Con la compagine neroverde rimane per due campionati, al termine dei quali viene acquistata dalla Roma, dome milita attualmente.
Dopo una sola stagione alla Roma, nel luglio 2025 si è trasferita negli Stati Uniti al Tampa Bay Sun, militante nella USL Super League, una lega professionistica femminile statunitense

### Nazionale
Kresche inizia a essere convocata dalla Federcalcio austriaca fin dal 2014, difendendo la porta della formazione under 17 in amichevole dall'agosto di quell'anno per poi essere inserita nella rosa della squadra che disputa le qualificazioni all'Europeo di Islanda 2015 e venendo impiegata in tutti i sei incontri delle due fasi senza che la sua nazionale riuscisse a qualificarsi per la fase finale.
Nel 2016 arriva la prima convocazione in under 19, con la quale dopo aver debuttato in amichevole con le pari età della Finlandia e aver marcato, sempre in amichevole, altre 4 presenze, viene impiegata nei tre incontri della prima fase di qualificazione all'Europeo di Irlanda del Nord 2017.
Entrata nel giro della nazionale maggiore, chiamata dall'allora commissario tecnico Dominik Thalhammer come vice del portiere titolare Manuela Zinsberger assieme a Melissa Abiral fin dal 2019,e più volte convocata, senza mai essere impiegata, alle qualificazioni all'Europeo di Inghilterra 2022 e a quelle, nel gruppo D della zona UEFA, per il Mondiale di Australia e Nuova Zelanda 2023, per debuttare deve attendere il febbraio 2022, quando la nuova ct Irene Fuhrmann la convoca a Marbella in occasione del test match del 20 febbraio 2022 vinto per 6-1 sulla Romania, incontro in preparazione all'Europeo di Inghilterra 2022. In seguito, dopo averla testata nuovamente quello stesso anno nell'amichevole del 22 giugno vinta 4-0 sul Montenegro, Fuhrmann decide di inserirla nella lista delle 23 calciatrici in partenza per l'Euro 2022 annunciata il 27 giugno. Pur non essendo mai impiegata nel torneo, condivide con le compagne l'ottima prestazione della sua nazionale che giunge fino ai quarti di finale per poi essere sconfitta, non senza difficoltà, dalla Germania con il risultato di 2-0.

## Statistiche

### Cronologia presenze e reti in nazionale
| Cronologia completa delle presenze e delle reti in nazionale ― Austria | Cronologia completa delle presenze e delle reti in nazionale ― Austria | Cronologia completa delle presenze e delle reti in nazionale ― Austria | Cronologia completa delle presenze e delle reti in nazionale ― Austria | Cronologia completa delle presenze e delle reti in nazionale ― Austria | Cronologia completa delle presenze e delle reti in nazionale ― Austria | Cronologia completa delle presenze e delle reti in nazionale ― Austria | Cronologia completa delle presenze e delle reti in nazionale ― Austria |
| Data                                                                   | Città                                                                  | In casa                                                                | Risultato                                                              | Ospiti                                                                 | Competizione                                                           | Reti                                                                   | Note                                                                   |
| ---------------------------------------------------------------------- | ---------------------------------------------------------------------- | ---------------------------------------------------------------------- | ---------------------------------------------------------------------- | ---------------------------------------------------------------------- | ---------------------------------------------------------------------- | ---------------------------------------------------------------------- | ---------------------------------------------------------------------- |
| 20-2-2022                                                              | Marbella                                                               | Austria                                                                | 6 – 1                                                                  | Romania                                                                | Amichevole                                                             | -1                                                                     |                                                                        |
| 22-6-2022                                                              | Maria Enzersdorf                                                       | Austria                                                                | 4 – 0                                                                  | Montenegro                                                             | Amichevole                                                             | -                                                                      | 46’                                                                    |
| 15-11-2022                                                             | Wiener Neustadt                                                        | Austria                                                                | 3 – 0                                                                  | Slovacchia                                                             | Amichevole                                                             | -                                                                      |                                                                        |
| 21-2-2023                                                              | Attard                                                                 | Paesi Bassi                                                            | 4 – 0                                                                  | Austria                                                                | Amichevole                                                             | -4                                                                     |                                                                        |
| 7-4-2023                                                               | Wiener Neustadt                                                        | Austria                                                                | 3 – 2                                                                  | Belgio                                                                 | Amichevole                                                             | -2                                                                     |                                                                        |
| 11-4-2023                                                              | Sankt Pölten                                                           | Austria                                                                | 2 – 0                                                                  | Rep. Ceca                                                              | Amichevole                                                             | -                                                                      |                                                                        |
| Totale                                                                 |                                                                        | Presenze                                                               | 6                                                                      |                                                                        | Reti                                                                   | -7                                                                     |                                                                        |

## Palmarès

### Club
- Campionato austriaco: 5

St. Pölten: 2016-2017, 2017-2018, 2018-2019, 2020-2021, 2021-2022
- Coppa d'Austria: 4

St. Pölten: 2016-2017, 2017-2018, 2018-2019, 2021-2022
- Supercoppa italiana: 1

Roma: 2024